# Kamenik (priimek)
Kamenik je priimek v Sloveniji, ki ga je po podatkih Statističnega urada Republike Slovenije na dan 1. januarja 2010 uporabljalo 276 oseb.

## Znani nosilci priimka
- Borut Kamenik, zdravnik internist
- Franc Kamenik (*1933), elektrotehnik, inovator
- Ignac Kamenik (1926—2002), dramatik, bibliotekar in kulturni organizator
- Jernej Fesel Kamenik (*1980), fizik (IJS, prof. FMF)
- Kristjan Kamenik, kriminalec (skupaj z mamo in bratom)
- Mirt Kamenik, zdravnik anesteziolog
- Sebastjan Kamenik (*1979), slepi literat, tekstopisec, humorist